# Комплексне освоєння надр
Комплексне освоєння надр (рос. комплексное освоение недр, англ. comprehensive mineral exploitation; нім. komplexe Erschlieβung f der Lagerstätten f pl) — найбільш повне та економічне освоєння всіх видів ресурсів земних надр на основі комплексів ефективних гірничих технологій.

## Загальний опис
Критерієм ефективності комплексного освоєння надр є досягнення оптимальних для розвитку економіки країни та інтересів майбутніх поколінь показників повноти використання ресурсів надр при оптимальних наявних трудових та матеріальних ресурсах.
Критерієм ефективності комплексного освоєння надр є досягнення оптимальних для економіки країни показників повноти використання ресурсів, що включає повноту вилучення з надр і повноту переробки та використання в різних галузях економіки. В першу чергу це стосується високоцінних і дефіцитних корисних копалин.
На сьогодні слід констатувати незадовільний рівень вилучення в процесах видобутку і переробки багатьох видів корисних копалин, а також зростанням частки видобутку комплексних корисних копалин, бідних руд. Сумарні втрати корисних копалин складаються з втрат в процесі видобутку — 10 — 30 %, первинної переробки (збагачення) — 20 — 40 %, хіміко-металургійного переділу — 10 — 15 %. Особливо великі втрати при первинній переробці багатокомпонентних корисних копалин (руд).
Проблема комплексного використання мінеральної сировини уперше привернула до себе увагу і оформилася як складова частина загальної проблеми комплексного освоєння родовищ корисних копалин. Вона є також важливою складовою Концепції сталого розвитку ООН, мета якої — задовольняти потреби сучасного суспільства, не ставлячи під загрозу здатність майбутніх поколінь задовольняти свої потреби.
В останні роки XX ст. комплексне освоєння надр тісно пов'язувалося з концепцією сталого розвитку суспільства, за якою видобування і освоєння к.к. повинно здійснюватися без заподіяння шкоди наступним поколінням, утиску їх інтересів. Раціональність процесу освоєння мінеральних ресурсів оцінюється показ-никами повноти вилучення з їх надр і при подальшій переробці. Повні втрати к.к. складаються в середньому з втрат: у процесі видобутку — 10-30 %, первинної переробки (збагачення) до 20-40 %, хіміко-металургійному переділі — 10-15 %. Особливо великі втрати при первинній переробці багатокомпонентних руд. Тому безперервно збільшується число «попутних» компонентів, що вилучаються з комплексної мінеральної сировини. Якщо в 1950 р з руд кольорових і чорних металів вилучалося 35 корисних компонентів, у 1980 їх число досягло 70, то в кінці XX ст. — понад 80.